# 中国科学院空天信息创新研究院
中国科学院空天信息创新研究院（英文：Aerospace Information Research Institute, Chinese Academy of Sciences，简称“中科院空天院”，AIR）是中国科学院下属的空天信息科学研究机构，前身是中国科学院电子学研究所、遥感与数字地球研究所、光电研究院。现任院长为吴一戎院士。
空天院现总部位于北京市航天城中科院新技术园区，并在北京市内拥有中关村（原电子所园区）、怀柔（原电子所园区）、奥运村（原遥感所园区）等园区；在京外，空天外拥有苏州、济南、广州等三个园区，比照京内园区统一延伸管理；并拥有密云、三亚、喀什、怀来、四子王旗等台站。

## 历史沿革

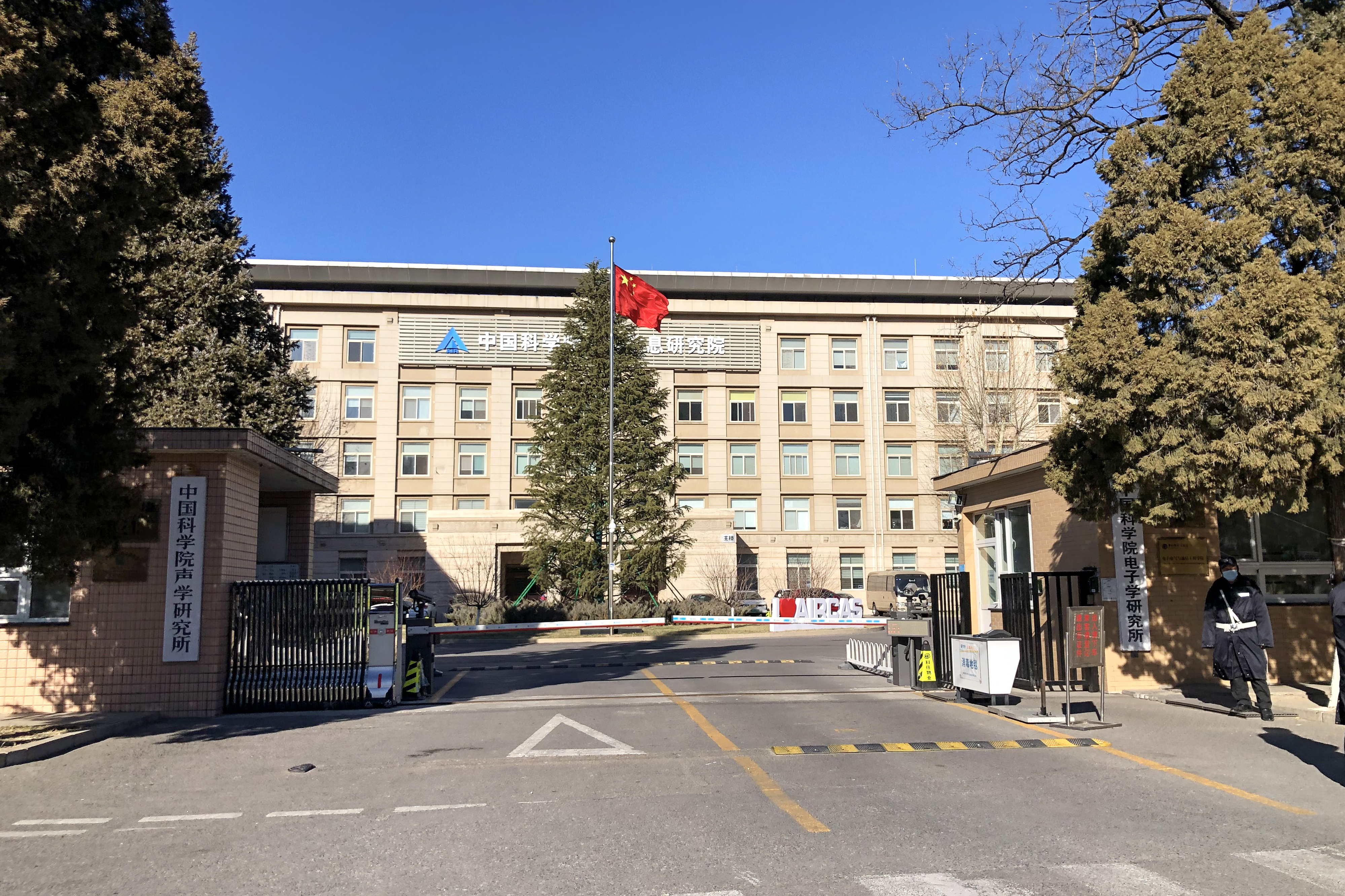
原中科院电子所大楼

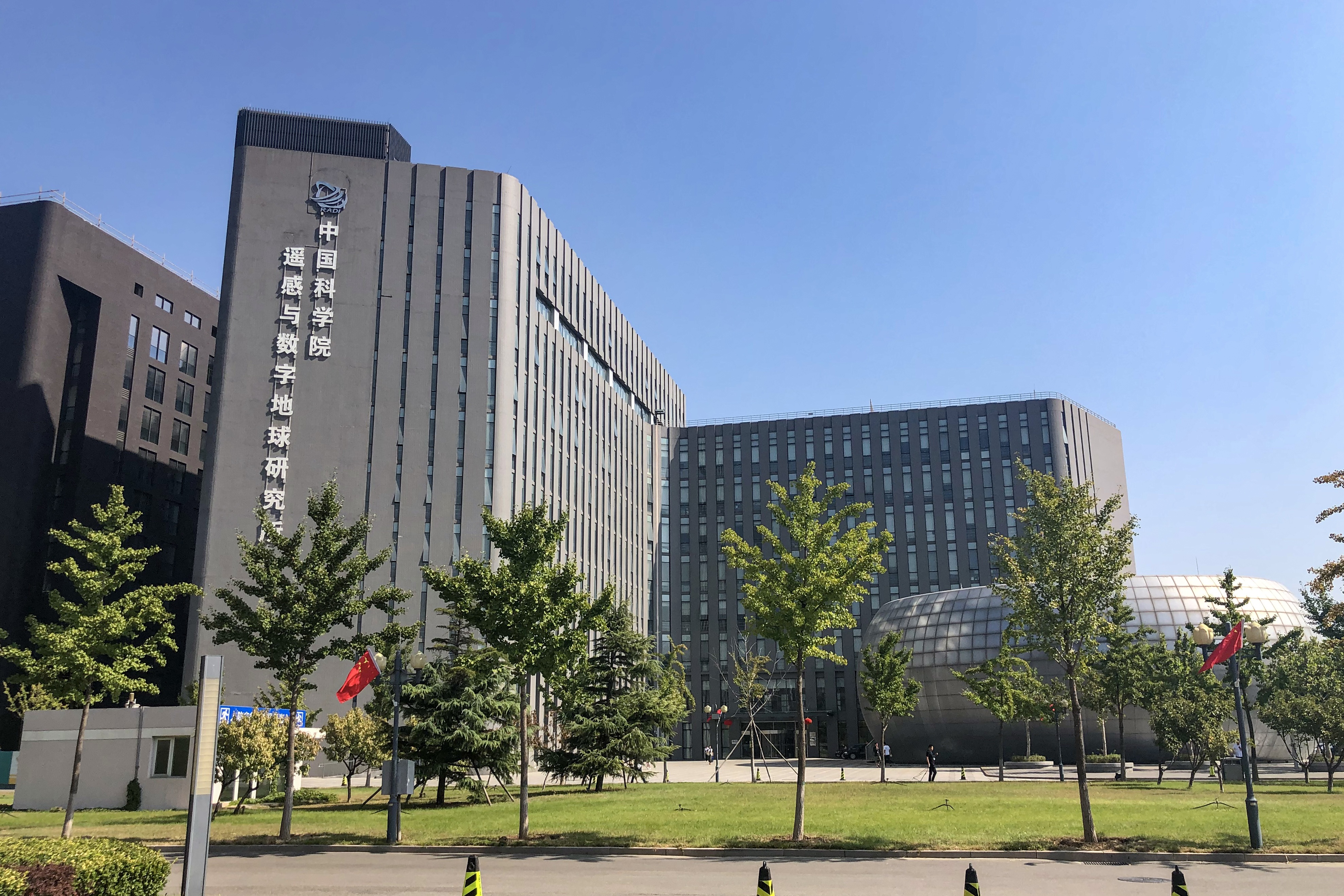
原中科院遥感所大楼

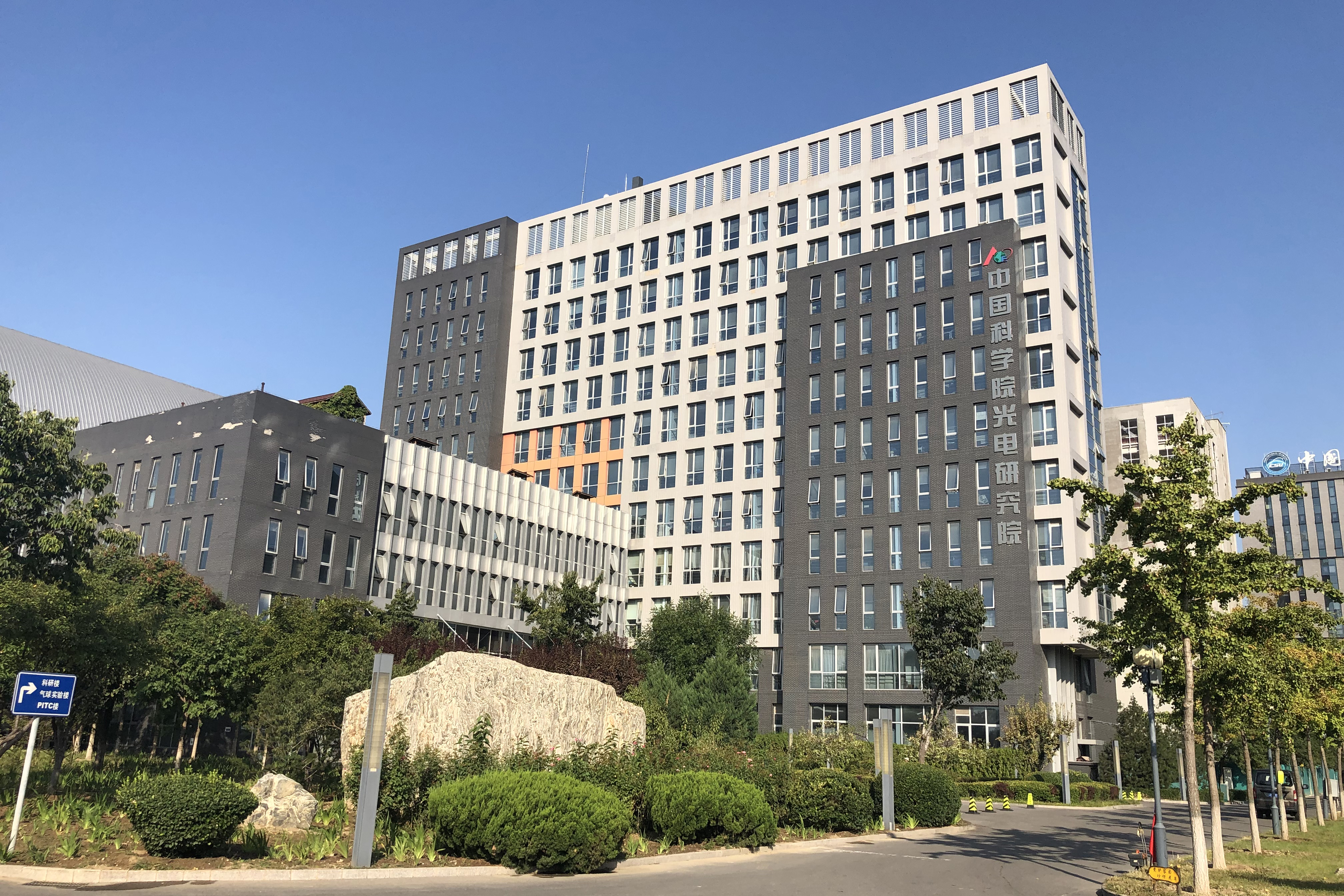
原光电研究院大楼

电子学研究所成立于1956年，是中国第一个专门从事电子与信息科学领域研究的专门机构，最初租用西苑大旅社6号楼，1958年7月迁入北京市海淀区中关村，后建有怀柔，苏州等共三个分所（分部）。遥感与数字地球研究所成立于2012年，前身是中国科学院遥感应用研究所（1979年成立）、对地观测与数字地球科学中心（2007年成立）。光电研究院成立于2003年。
电子所有微波成像技术国家级重点实验室、传感技术国家重点实验室(北方基地)等11个研究实体(室)。电子所是中国首批博士、硕士学位授予点。
电子所曾陆续分离出中国科学院声学研究所、西安空间无线电技术研究所（航天504所）、援建了上海光机所、电子部22所、55所、156工程处(航天部771所)、701工程处(洛阳测控所)五个所等研究机构。
2017年7月29日，院长办公会议审议通过中国科学院电子学研究所、遥感与数字地球研究所、光电研究院整合筹建空天信息研究院的实施方案。

## 科研部门
北京园区（新技术/中关村/奥运村/怀柔）：
- 一室（微波成像全国重点实验室，中关村）
- 二室（遥感科学国家重点实验室，奥运村）
- 三室（遥感卫星应用国家工程研究中心，新技术）
- 四室（中国科学院计算光学成像技术重点实验室，新技术）
- 五室（中国科学院数字地球重点实验室，奥运村/新技术）
- 六室（中国科学院定量遥感信息技术重点实验室，新技术）
- 七室（中国科学院网络信息体系技术重点实验室，中关村）
- 八室（中国科学院空间信息处理与应用系统技术重点实验室，中关村）
- 九室（传感技术国家重点实验室(北方基地)，中关村）
- 十室（中国科学院电磁辐射与探测技术重点实验室，中关村）
- 一部（国家遥感应用工程技术研究中心，奥运村）
- 二部（地理与赛博空间信息技术研究部，中关村）
- 三部（微波器件研发中心，怀柔）
- 四部（导航系统部，新技术）
- 五部（光学工程研究部，中关村/新技术）
- 六部（航天微波遥感系统部，中关村）
- 七部（航空微波遥感系统部，中关村）
- 八部（中国遥感卫星地面站，新技术）
- 九部（中国科学院航空遥感中心，新技术）
- 十部（中国科学院浮空器系统研究发展中心，新技术）
- 十一部
- 十二部（微波微系统研发部，怀柔）
- 十三部
- 创新工程中心（可编程芯片和系统研究工程中心，怀柔）

苏州园区（苏州空天信息研究院，空天院苏研院）：
- 二十一室（地理空间信息系统研究室）
- 二十二室（空间信息智能处理系统研究室）
- 二十三室（地理与赛博空间信息技术研究部二部）

济南园区（齐鲁空天信息研究院，空天院齐鲁院，下辖海阳分院）
- 三十一室（微纳光电集成系统部）
- 三十二室（低空网络信息技术部）
- 三十三室（航天微波遥感系统二部）
- 三十四室（中国科学院空间信息处理与应用系统技术重点实验室二部）
- 三十五室（导航遥感融合应用研究室）
- 三十六室（中国科学院浮空器系统研究发展中心二部，海阳分院/海阳园区）

广州园区（粤港澳大湾区空天信息研究院，空天院大湾区研究院）
- 四十一室（太赫兹基础科学中心）

## 重要成果
- 1979年，中国第一幅合成孔径雷达SAR图像